# Beachhandball bei den Olympischen Jugend-Sommerspielen

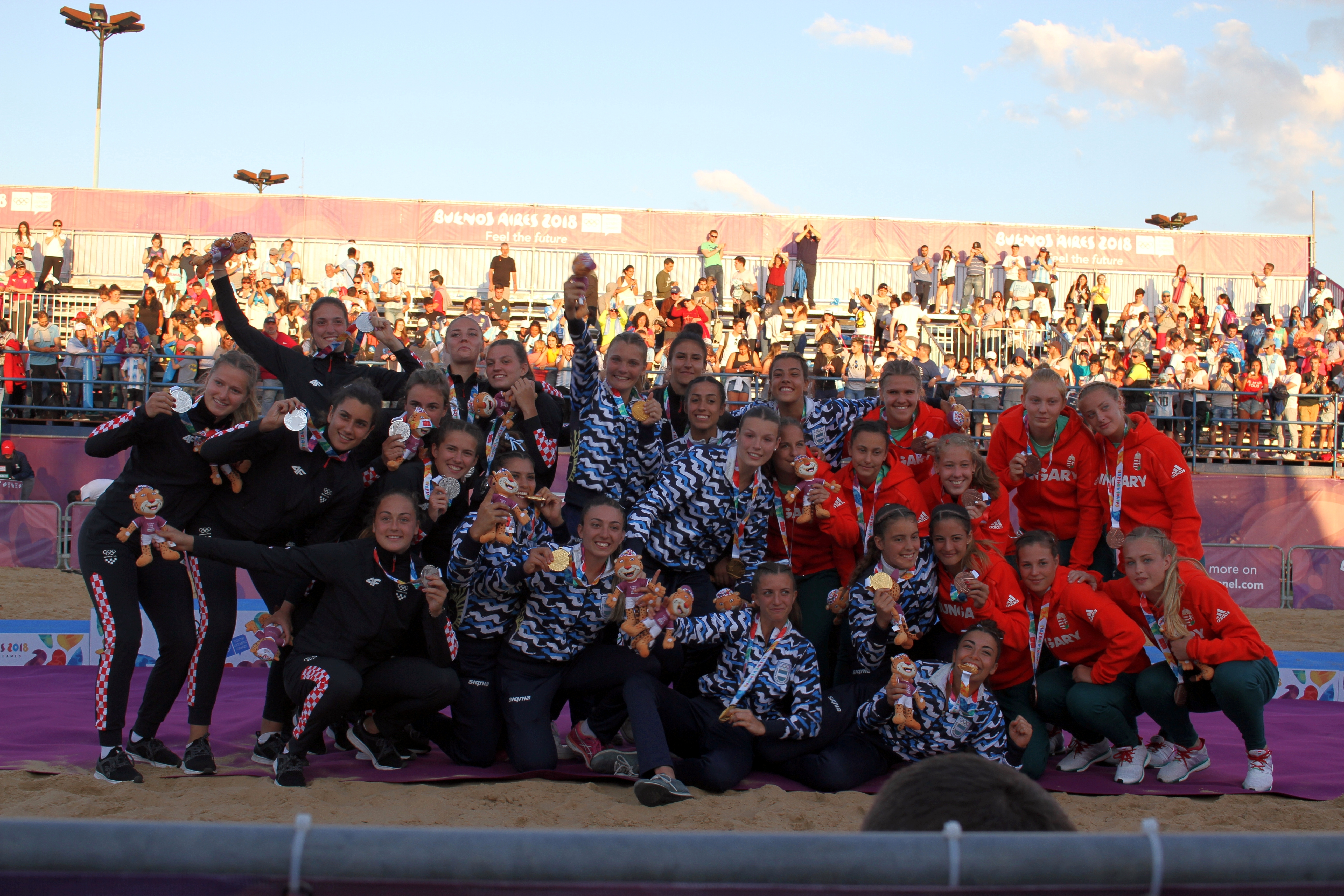
Die drei besten Mädchen-Mannschaften der Jugendspiele 2018 mit ihren Medaillen

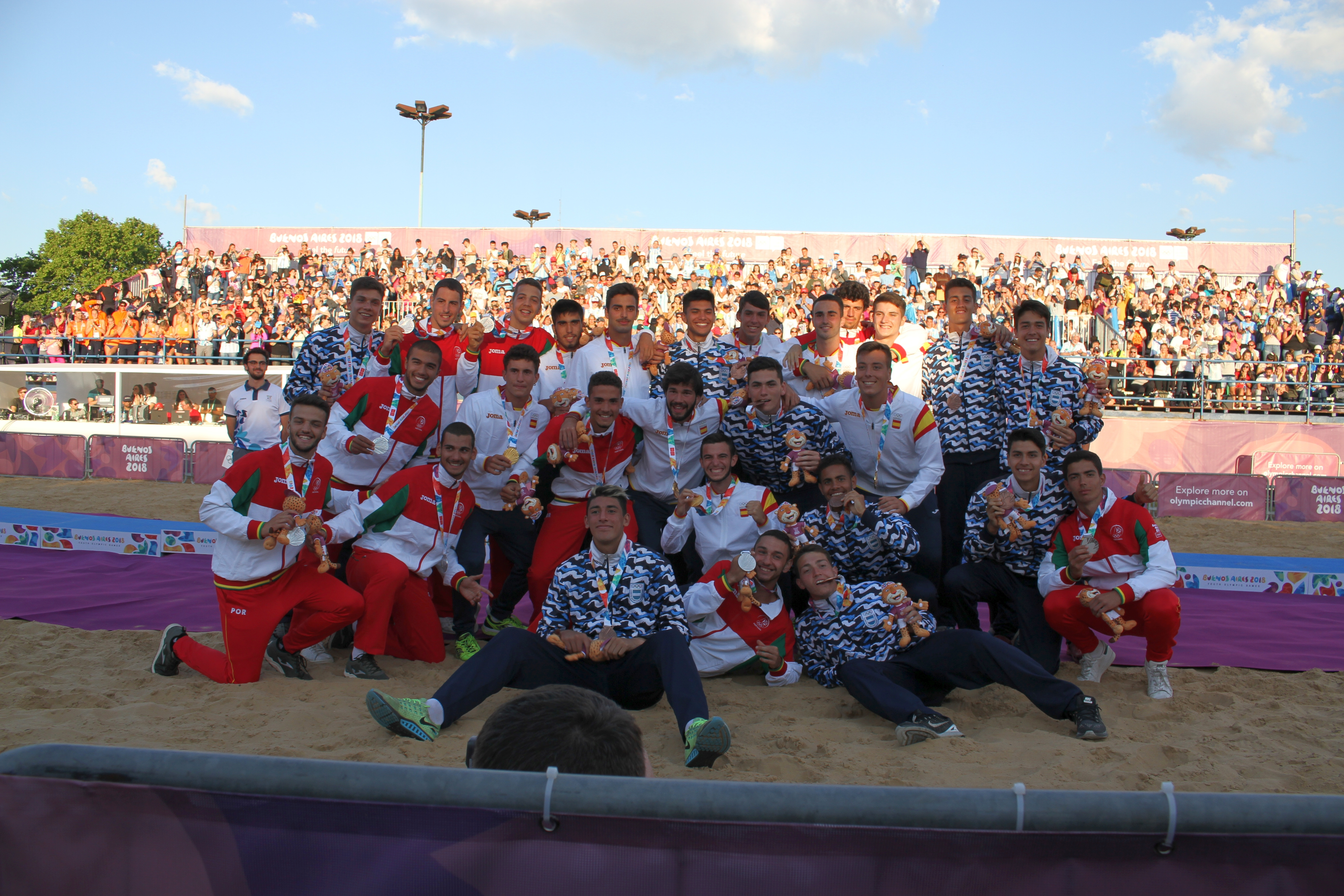
Die drei besten Jungen-Mannschaften der Jugendspiele 2018 mit ihren Medaillen

Beachhandball bei den Olympischen Jugend-Sommerspielen ist eine Sportdisziplin bei den Olympischen Jugendspielen.
Beachhandball wurde zu den Spielen 2018 in das Programm der Jugendspiele aufgenommen und ersetzt seit der dritten Austragung dieses Multisport-Events unter der Federführung des Internationalen Olympischen Komitees den bis dahin gespielten, aufwändigeren und personalintensiveren Hallenhandball. Die Qualifikation erfolgt über die letzten zuvor durchgeführten Beachhandball-Juniorenweltmeisterschaften. Bei den Jugendspielen wurde Beachhandball erstmals in das olympische Programm aufgenommen. Zudem war es das erste Nachwuchs-Multisport-Event mit diesem Sport im Programm. Im Rahmen der Spiele werden die Wettbewerbe vom zuständigen Fachverband, der Internationalen Handballföderation, organisiert.
Aufgrund der Verschiebungen diverser Veranstaltungen in der Zeit der COVID-19-Pandemie und aufgrund von Organisationsproblemen vor Ort wurden die zweiten Jugendspiele mit Beachhandball in ihrem Programm vom ursprünglich geplanten Termin 2022 in das Jahr 2026 verschoben.

## Mädchen
| 2018 Details | Buenos Aires, Argentinien | U 18 | Argentinien | 2:0 | Kroatien | Ungarn | 2:0 | Niederlande |
| 2026 Details | Dakar, Senegal            | U 18 |             |     |          |        |     |             |

### Platzierungen der weiblichen Nationalmannschaften
| Nation             | 2017 |
| ------------------ | ---- |
| Amerikanisch-Samoa | 11   |
| Argentinien        | 01   |
| Chinesisch Taipeh  | 06   |
| Hongkong           | 10   |
| Kroatien           | 02   |
| Mauritius          | 12   |
| Niederlande        | 04   |
| Paraguay           | 05   |
| Russland           | 07   |
| Türkei             | 09   |
| Ungarn             | 03   |
| Venezuela          | 08   |
| Teilnehmerzahl     | 12   |

| Legende | Legende | Legende | Legende              |
| ------- | ------- | ------- | -------------------- |
| 1       | 2       | 3       | Podest-Platzierungen |
| 4       | 4       | 4       | Halbfinalist         |

## Jungen
| 2018 Details | Buenos Aires, Argentinien | U 18 | Spanien | 2:1 | Portugal | Argentinien | 2:0 | Kroatien |
| 2026 Details | Dakar, Senegal            | U 18 |         |     |          |             |     |          |

### Platzierungen der männlichen Nationalmannschaften
| Nation            | 2017 |
| ----------------- | ---- |
| Argentinien       | 03   |
| Chinesisch Taipeh | 09   |
| Italien           | 08   |
| Kroatien          | 04   |
| Mauritius         | 12   |
| Paraguay          | 11   |
| Portugal          | 02   |
| Spanien           | 01   |
| Thailand          | 06   |
| Ungarn            | 05   |
| Uruguay           | 10   |
| Venezuela         | 07   |
| Teilnehmerzahl    | 12   |

| Legende | Legende | Legende | Legende              |
| ------- | ------- | ------- | -------------------- |
| 1       | 2       | 3       | Podest-Platzierungen |
| 4       | 4       | 4       | Halbfinalist         |